# Liste der Monuments historiques in Sammarçolles
Die Liste der Monuments historiques in Sammarçolles führt die Monuments historiques in der französischen Gemeinde Sammarçolles auf.

## Liste der Bauwerke
| Bezeichnung                 | Beschreibung                       | Standort | Kennzeichnung | Schutzstatus | Datum | Bild |
| --------------------------- | ---------------------------------- | -------- | ------------- | ------------ | ----- | ---- |
| Château de la Grande Jaille | Schloss, erbaut im 17. Jahrhundert | (Lage)   | PA00105715    | Classé       | 1928  |      |

## Liste der Objekte
- Monuments historiques (Objekte) in Sammarçolles in der Base Palissy des französischen Kultusministeriums